# Japan Today
Japan Today é um jornal diário situado em Tóquio, no Japão. Editado em língua inglesa, pertence à editora GPlus Media Inc, sendo que sua primeira edição foi publicada em 1 de setembro de 2000. Referido como o "principal jornal de notícias em inglês sobre o Japão", têm servido de referência em informações sobre o território para a imprensa internacional.